# Drüsiges Springkraut
Das Drüsige Springkraut (Impatiens glandulifera), oft Indisches Springkraut, auch Rotes Springkraut oder Himalaya-Balsamine, früher auch Bauernorchidee oder Riesenbalsamine genannt, ist eine Pflanzenart in der Familie der Balsaminengewächse (Balsaminaceae). Sein ursprüngliches Verbreitungsgebiet liegt auf dem indischen Subkontinent; als Zierpflanze wurde es im 19. Jahrhundert auch in Nordamerika und Europa eingebürgert. Es wächst in Mitteleuropa vor allem in feuchten Wäldern, Auen- und Uferlandschaften mit hohem Nährstoffgehalt.
In Europa wird das Drüsige Springkraut vielerorts als invasiver Neophyt bekämpft, da es als Bedrohung für andere Pflanzenarten oder ganze Pflanzengesellschaften in deren Lebensraum betrachtet wird.

## Beschreibung

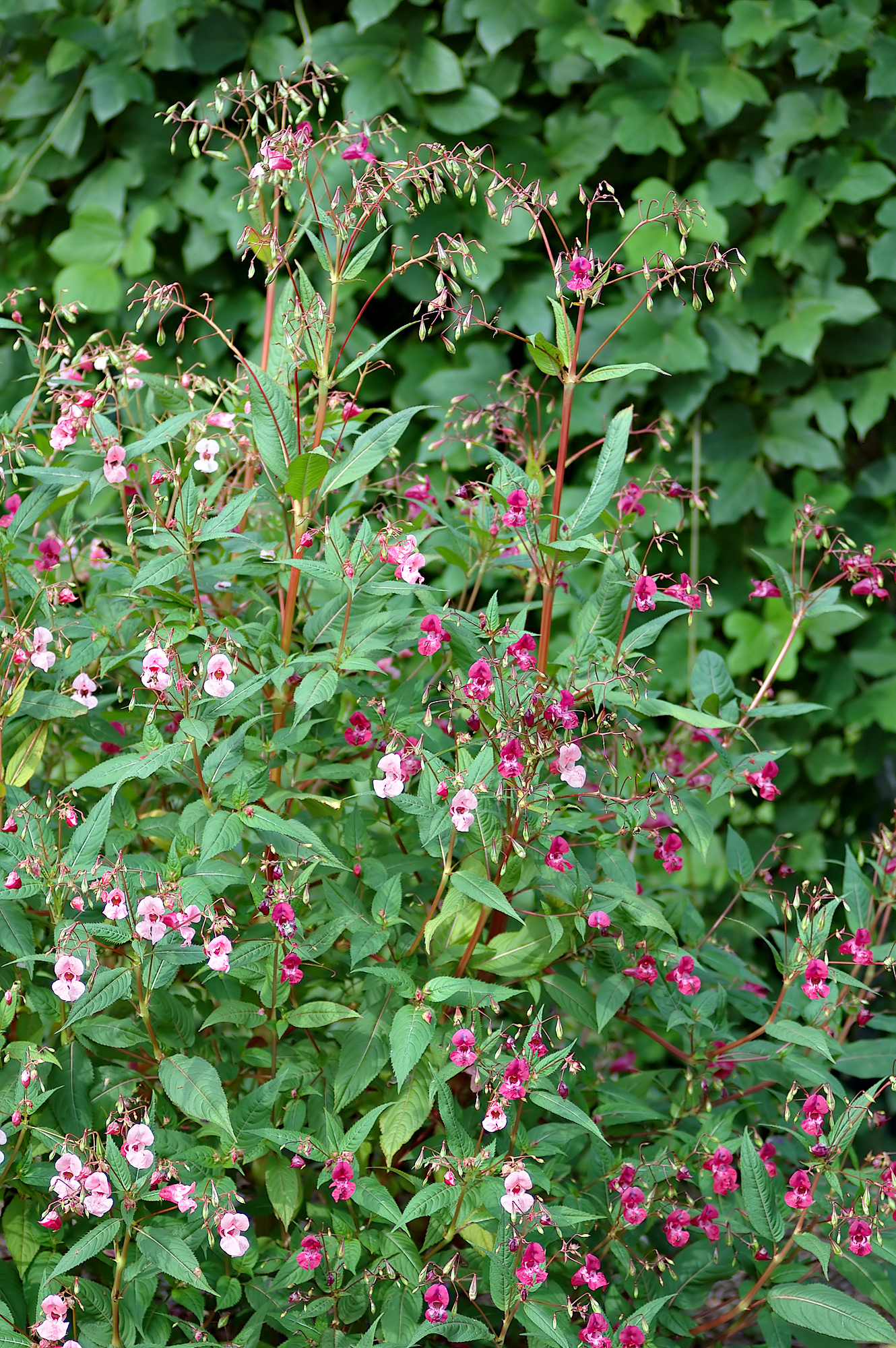
Habitus mit Blüten- und Fruchtständen

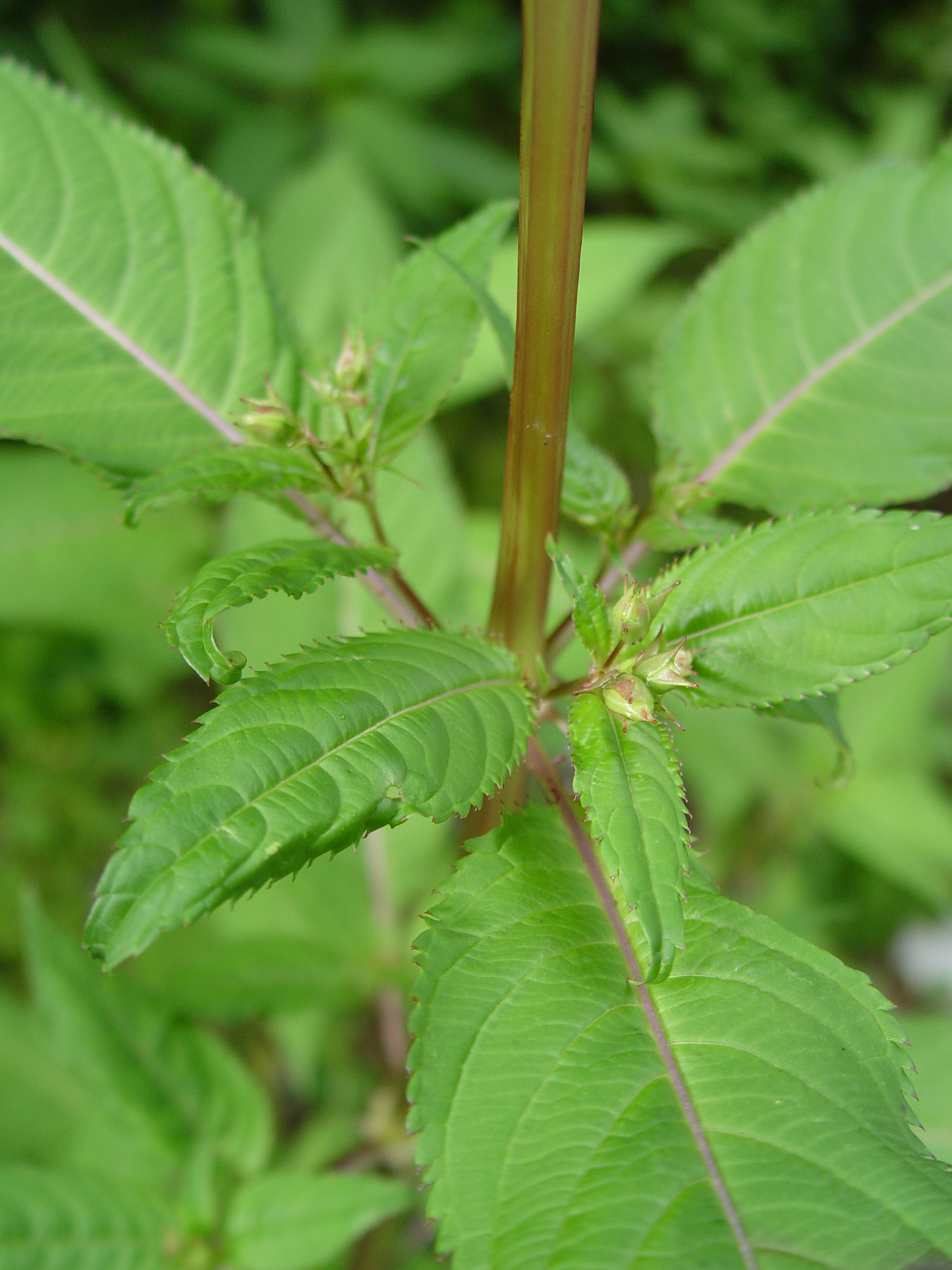
Untypisch dünner Stängel und typischer dreizähliger Blattquirl des Drüsigen Springkrauts

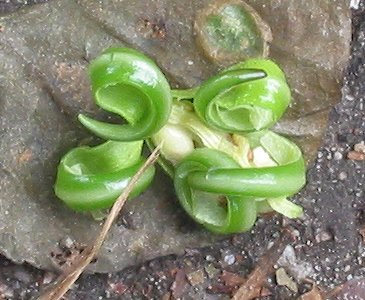
Aufgesprungene Kapselfrucht

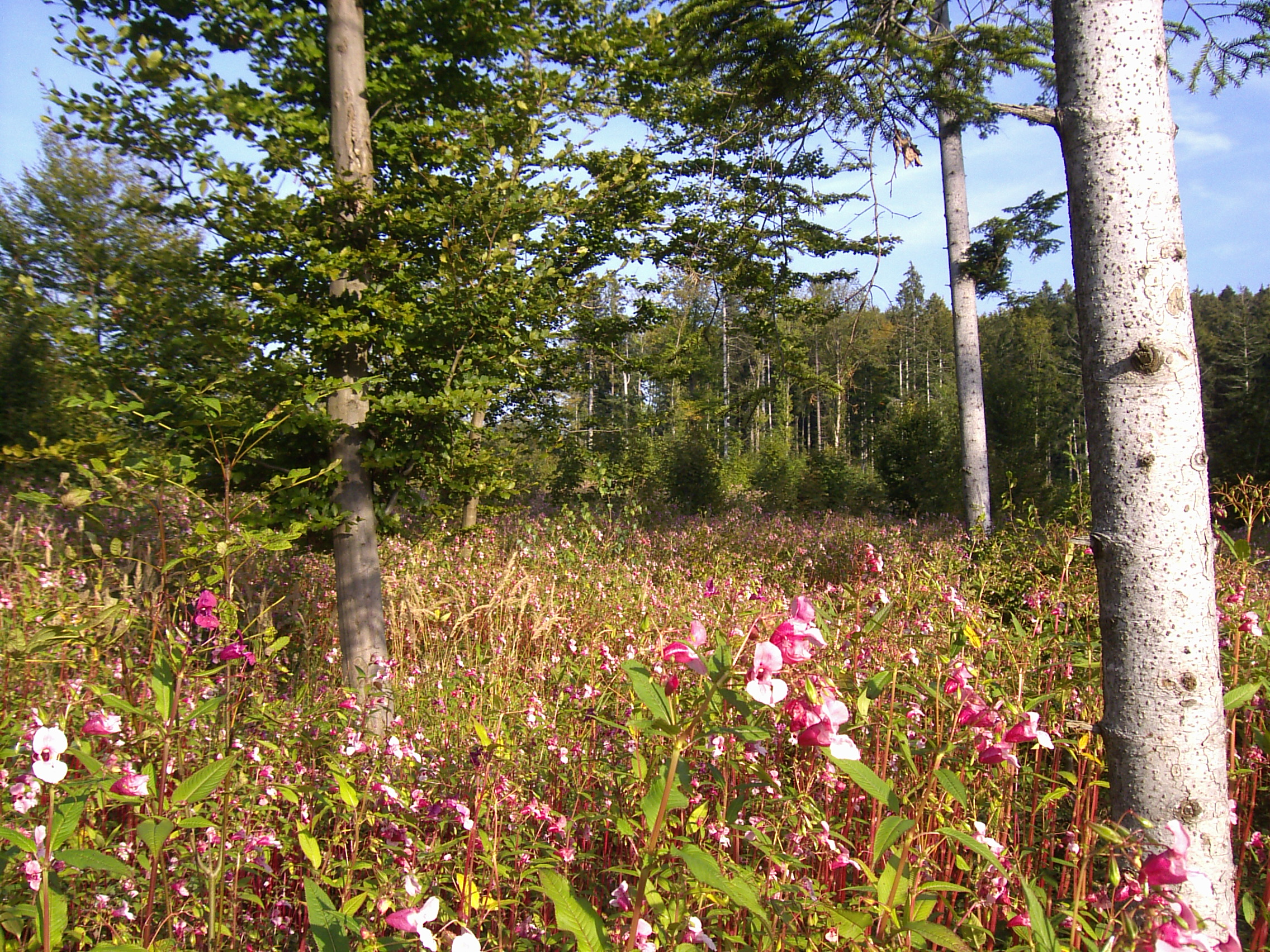
Drüsiges Springkraut wuchert in einem Waldstück in Oberbayern

### Vegetative Merkmale
Das Drüsige Springkraut ist eine einjährige, krautige Pflanze. Sie ist wenig verzweigt und wird bis über 2,5 Meter hoch, mit hohlen, bis zu 5 Zentimeter dicken, gerippten Stängeln. Die Pflanze wurzelt recht flach (bis maximal 20 Zentimeter) mit tausenden feinsten Würzelchen.
Die vielen ganz überwiegend dreizählig-quirl- bis gegenständigen Laubblätter sind in Blattstiel und-spreite gegliedert. Der Blattstiel ist 30 bis 35 Millimeter lang und kurz geflügelt. Die einfache und zugespitzte bis spitze, kahle Blattspreite ist bei einer Länge von 6 bis 25 Millimetern sowie einer Breite von 18 bis 65 Millimetern eiförmig bis lanzettlich, drüsig spitzig gezähnt bis gesägt, aber weich. Am Blattstiel sowie an den Randzähnen oft am Blattgrund sind unangenehm riechende Drüsen vorhanden. Auch sind reduzierte, drüsige Nebenblätter vorhanden. Diese Drüsen sind extraflorale Nektarien.

### Generative Merkmale
Der achselständige und aufrechte, traubige, wenig- bis mehrblütige Blütenstand ist locker verzweigt. Die purpurroten, rosafarbenen oder weißen, stark süßlich duftenden Blüten sind 3 bis 4 Zentimeter lang und stehen an einem schlanken Blütenstiel. Die zwittrigen, fünfzähligen Blüten sind zygomorph mit doppelter Blütenhülle sowie resupinat. Von den fünf Kelchblättern fehlen zwei, eines ist zu einem großen, unteren kronblatt-, sackartigen und kurz gespornten verwachsen. Die zwei anderen seitlichen sind viel kleiner. Von den fünf Kronblättern ist das obere nierenförmige, die Oberlippe, kleiner als die anderen zwei paarweise, mit ungleichen Lappen, verwachsenen, die großen Lappen bilden die Unterlippe. Die Blütezeit reicht ungefähr von Juni bis Oktober (spätestens bis zum ersten Frost). An einer Pflanze sind oft gleichzeitig Knospen, Blüten und reife Kapselfrüchte vorhanden. Es sind Nektarien im Sporn sowie 5 kurze Staubblätter mit breiten, genäherten Staubfäden und verwachsenen Antheren vorhanden. Der fünfkammerige Fruchtknoten ist oberständig mit sehr kurzem Griffel und fein geteilter Narbe.
Die keulenförmigen, bespitzten und lokulizidalen, kahlen, fleischigen, rippigen, vielsamigen Kapselfrüchte sind meist 14 bis 18, selten bis zu 50 Millimeter lang. Die Kapseln öffnen sich explosiv mit sich verdrehenden Klappen. Die eiförmigen, abgeflachten Samen sind 4–7 Millimeter lang.
Die Chromosomenzahl beträgt 2n = 18 oder 20.

## Ökologie
Beim Drüsigen Springkraut handelt es sich um einen Therophyten, der in kürzester Zeit Wuchshöhen von über 2 Meter erreicht und so andere Pflanzen schnell überdecken kann. Es benötigt für sein schnelles Wachstum eine ausreichende Wasserversorgung.
Der Blütenstand wird als insektenfreundlich bezeichnet. Blütenökologisch handelt es sich um vormännliche, protandrische Rachenblumen. Sie werden meist durch Honigbienen, seltener durch Hummeln bestäubt. Der im Sporn verborgene Nektar ist mit einem Zuckergehalt von 48 % durchschnittlich süß, wird aber reichlich produziert. Mit 0,47 mg Nektar pro Pflanze und pro Stunde stellt das Drüsige Springkraut etwa vierzigmal so viel Nektar her wie eine vergleichbare heimische Pflanze. Noch entscheidender ist, dass die Pflanze auch einen sehr hochwertigen, ebenfalls zuckerhaltigen Pollen anbieten kann. Mit dieser Ausstattung und ihrem intensiven Duft schränkt sie bei ihren einheimischen Standortkonkurrenten die Möglichkeit der sexuellen Vermehrung stark ein, zumal besonders Hummeln ein besonders gutes Langzeitgedächtnis für gute Futterquellen haben. Auch Selbstbestäubung ist möglich, aber wegen der ausgeprägten Vormännlichkeit selten. Die weibliche Phase beginnt, wenn die Staubblätter abgefallen sind.
Durch einen Schleudermechanismus, der schon durch Regentropfen ausgelöst werden kann, schleudern die Früchte ihre Samen bis zu 7 Meter weit weg (Saftdruckstreuer). Eine Pflanze produziert etwa 1600 bis 4300 Samen, deren Keimfähigkeit (etwa 80 Prozent) mehrere Jahre erhalten bleibt. In Reinbeständen können bis zu 32.000 Samen pro Quadratmeter Boden auftreten. Die Kapselfrüchte schleudern, wenn sie reif sind, auf kleinsten Druck oder Erschütterung (beispielsweise durch vorbeifahrende Lastwagen) die Samen heraus. Dabei sind die Seiten der Kapselfrucht elastisch und rollen sich wie winzige, sich windende Schlangen zurück.
Als Fernausbreitung kommt auch Klebausbreitung und Wasserausbreitung durch wandernden Flusssand und Flusskies in Frage. Durch Hochwasser abgerissene Pflanzenteile können nach Anlandung im Boden wurzeln und neue Pflanzen bilden. Schließlich hat auch der Mensch in den letzten 30 bis 50 Jahren die Ausbreitung der Art gefördert. Zunächst wurde das Drüsige Springkraut als Gartenpflanze, gelegentlich auch wegen des reichlich produzierten Nektars als Bienenfutterpflanze aus der ostindischen Heimat importiert. Die Art kam 1839 nach England und wurde danach in vielen europäischen Gärten kultiviert.
Des Weiteren wurden in dieser Zeit Silber-Weiden-Gebüsche in Pappelforste umgewandelt. In diesen Forsten fanden auf gestörtem Boden, z. B. in Überschwemmungsgebieten entlang der Bach- und Flussläufe, die Springkrautbestände optimale Wachstumsbedingungen. Es entstanden so Dominanzbestände mit einer Deckung von 75 bis 100 Prozent. Sogar Bestände der Großen Brennnessel (Urtica dioica) wurden gelegentlich verdrängt.

## Vorkommen
Die Verbreitung dieser Pflanzenart reicht heute vom indischen Subkontinent und vom Himalaya über Europa bis Nordamerika.
Das Drüsige Springkraut wurde anfangs als Zierpflanze verwendet, es ist aber seit etwa 50 Jahren in weiten Teilen der Welt vollkommen eingebürgert, vor allem in Weiden-Auenwäldern, im Auengebüsch und an Ufern. Die Art liebt feuchte bis nasse, nährstoffreiche Böden an eher schattigen Standorten mit hoher Luftfeuchtigkeit, doch können sich diese Pflanzen auch an viel weniger günstigen Stellen etablieren und bald unduldsame Reinbestände bilden, sofern ihre reichlich erzeugten Samen, z. B. mit Erdaushub, in entsprechendes Gelände gelangen.
Nach Ellenberg ist es eine Halblichtpflanze, ein Schwachsäure- bis Schwachbasezeiger, stickstoffreiche Standorte anzeigend, und eine Charakterart der Klasse der Klebkraut-Brennnessel-Gesellschaften (Galio-Urticetea). Nach Oberdorfer kommt es in Mitteleuropa besonders in Gesellschaften der Ordnungen Convolvuletalia und Glechometalia aber auch des Verbands Salicion albae vor. In den Allgäuer Alpen steigt es in Vorarlberg am Straßenrand oberhalb der Höfle Alpe nahe dem Gottesacker bis zu einer Höhenlage von 1300 Metern auf.
Die ökologischen Zeigerwerte nach Landolt et al. 2010 sind in der Schweiz: Feuchtezahl F = 3+w+ (feucht aber stark wechselnd), Lichtzahl L = 3 (halbschattig), Reaktionszahl R = 4 (neutral bis basisch), Temperaturzahl T = 4 (kollin), Nährstoffzahl N = 4 (nährstoffreich), Kontinentalitätszahl K = 2 (subozeanisch).
Das Drüsige Springkraut droht die einheimische Vegetation von ihren natürlichen Standorten zu verdrängen. Die Notwendigkeit einer Bekämpfung wird kontrovers besprochen, da der Art eine Bedeutung als späte Bienenweide für Honigbienen beigemessen wird.

### Ausbreitungsgeschichte
Die ursprünglich aus dem Himalaya stammende Art wurde 1839 aus Kaschmir erstmals nach England importiert und gelangte von dort als Zierpflanze auf den europäischen Kontinent. Sie gehört damit zu den sogenannten hemerochoren Pflanzen, die ethelochor – also gezielt – eingeführt wurden.
Elf Jahre nach der Einführung als Gartenzierpflanze waren bereits erste wild vorkommende Pflanzen zu beobachten. In den achtziger und neunziger Jahren des 19. Jahrhunderts konnten bereits Verwilderungen in Frankreich, an der deutschen sowie der niederländischen Nordseeküste festgestellt werden, bald auch am Oberrhein abwärts von Basel. Heute ist sie nahezu auf dem gesamten europäischen Kontinent verbreitet.
Das Drüsige Springkraut steht seit 2017 auf der „Liste invasiver gebietsfremder Arten von unionsweiter Bedeutung“. In der Schweiz wurde es in die „Schwarze Liste der invasiven Neophyten“ aufgenommen und es steht auf der entsprechenden „Liste der verbotenen invasiven gebietsfremden Organismen“ der Freisetzungsverordnung.

## Bekämpfung
Das Drüsige Springkraut wird vielerorts als standortfremd und verdrängend bekämpft, so im Bayerischen Wald, wo es sehr häufig geworden ist, durch den Bayerischen Wald-Verein oder in Oberstdorf durch den Verschönerungsverein Oberstdorf e. V. Das Drüsige Springkraut lässt sich verhältnismäßig einfach bekämpfen, da es einjährig ist und die Ausbreitung über die Samen erfolgt. Bis zur Bildung der ersten Blüten verhindert ein tiefer Schnitt (Mahd) eine weitere Ausbreitung. Das Springkraut lässt sich auch gut ausreißen. Diese Maßnahme muss vor der Samenreife durchgeführt werden. Da es an den Sprossknoten leicht zur Wiederbewurzlung kommt, sollten ausgerissene oder gemähte Pflanzen abgeräumt und kompostiert oder auf Wegen und Straßen zum raschen Verdorren ausgelegt werden. Die bearbeiteten Flächen müssen jedoch weitere vier Jahre kontrolliert werden, denn der Samenvorrat im Boden kann insgesamt fünf Jahre keimfähig bleiben. Die Verfütterung der Pflanzen an Rotwild im Gehege wird ebenso wie die Beweidung von Beständen mit Schafen als unproblematisch angesehen.
Allerdings kann eine manuelle Bekämpfung des Springkrauts an Uferstandorten – anders als an Landstandorten wie Wiesen oder Waldrändern – durch Verschleppung von Samen und Öffnung des Habitats für aggressivere Neophyten möglicherweise mehr Schaden als Nutzen bewirken.
Das Bayerische Landesamt für Wald- und Forstwirtschaft hat in Versuchen festgestellt, dass das Drüsige Springkraut nicht bekämpft werden müsse, da es die Waldverjüngung nicht behindere und nach anderen Forschungen in Forsten sowieso nur sehr geringe Auswirkungen mit sich bringt.

## Natürliche Feinde
In manchen Gebieten befällt die Schwarze Bohnenlaus die Pflanzen, die dadurch im Wuchs stark gehemmt werden. So kommt es zu einer starken Reduktion der Pflanzendichte. Die Raupen des Mittleren Weinschwärmers fressen am Drüsigen Springkraut. Zudem ist es die bevorzugte Nahrung des Dexter-Rinds.

## Medizinische Bedeutung und Verwertung
Alle Arten der Springkrautpflanzen sind in frischem Zustand leicht giftig. In der Volksmedizin hat diese Pflanze keinen besonderen Stellenwert. In manchen Regionen verwendet man diese Pflanzenart in hoher Dosierung als Brechmittel, in geringer Dosierung als harntreibenden Tee. In der Bach-Blütentherapie wird „Impatiens“ aus dem drüsentragenden Springkraut hergestellt.
Die Blüten lassen sich zu Gelee oder Parfait verarbeiten und die Samenkapseln können gekocht oder gedörrt verzehrt werden. Die Samen sind ölhaltig und schmecken nussig; sie sind roh und gekocht genießbar. Aus den Blättern lässt sich in geringen Mengen auch der Farbstoff Lawson (Henna-Farbe) gewinnen.

## Namensherkunft
Die Pflanze besitzt einen Verbreitungsmechanismus, bei dem die reifen Samenkapseln unter anderem durch mechanischen Reiz aufspringen und die Samen weit herausgeschleudert werden. Daher stammt auch der Gattungsname Springkraut. Die vielen Drüsen geben der Art das Epitheton glandulifera = drüsig. Die andere Bezeichnung Indisches Springkraut ist auf das ursprüngliche ostindische Verbreitungsgebiet zurückzuführen.

## Bilder

Drüsiges Springkraut
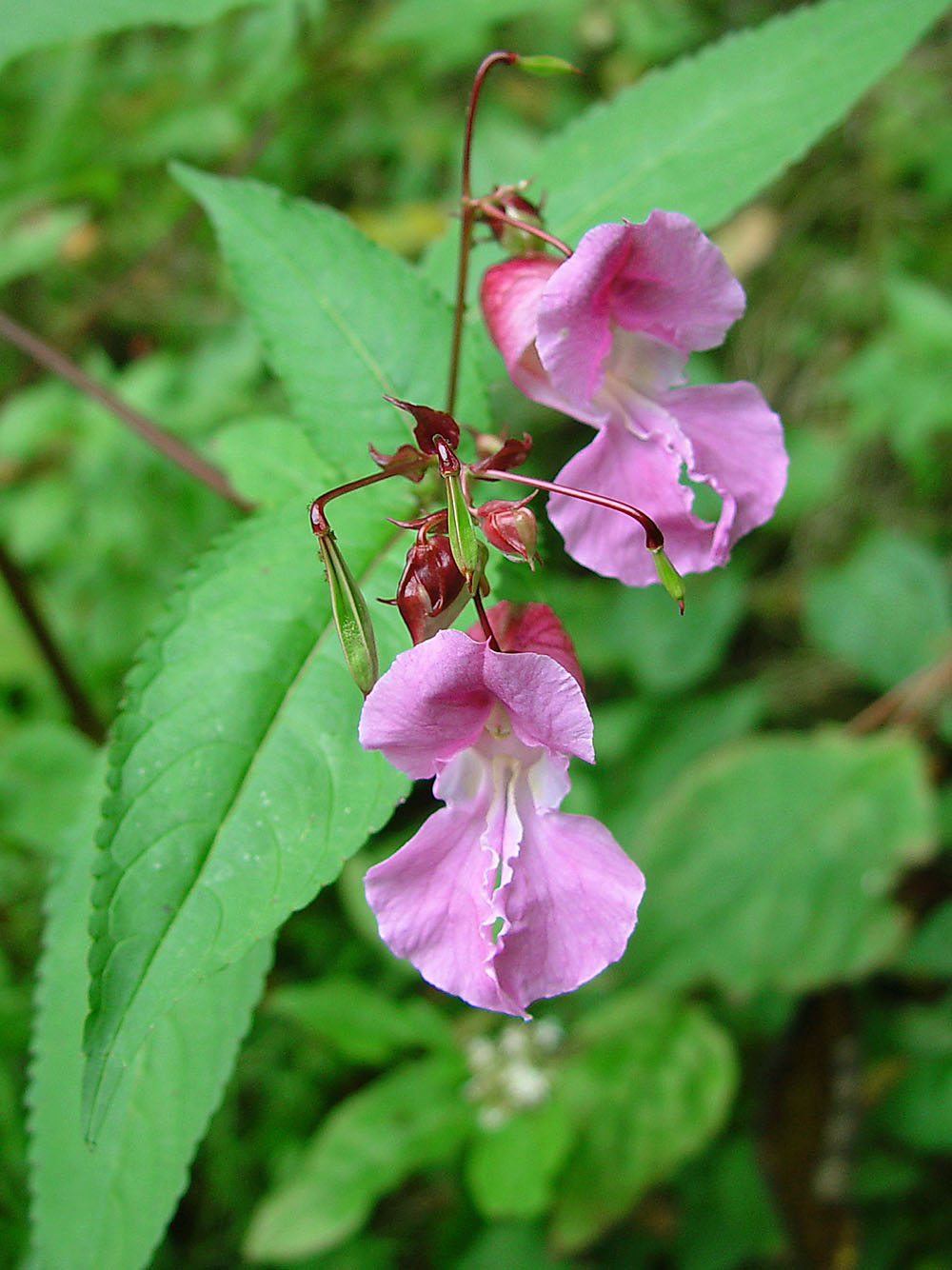
Blütenstand
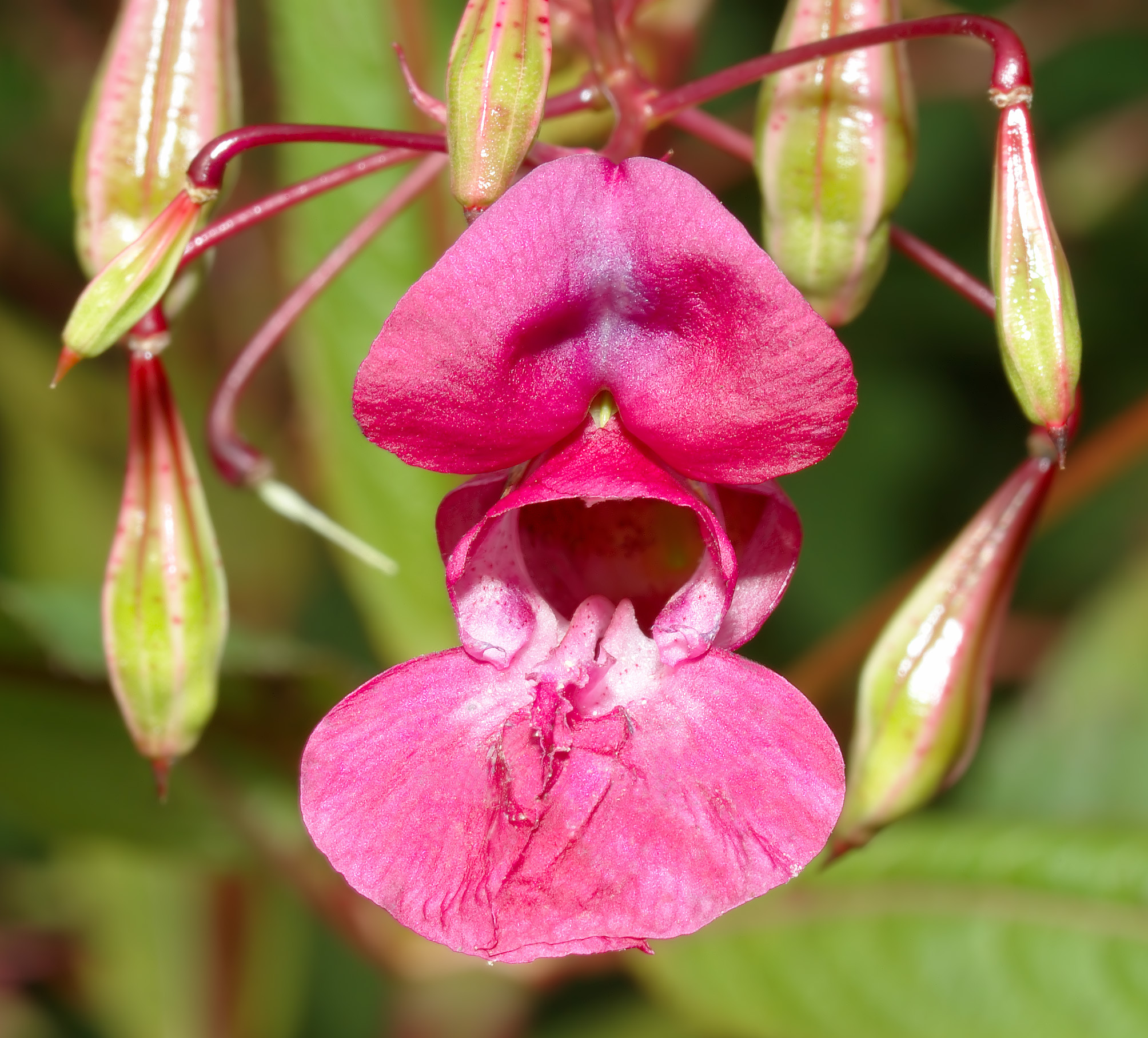
Nahaufnahme einer Blüte von vorn mit Ober- und Unterlippe
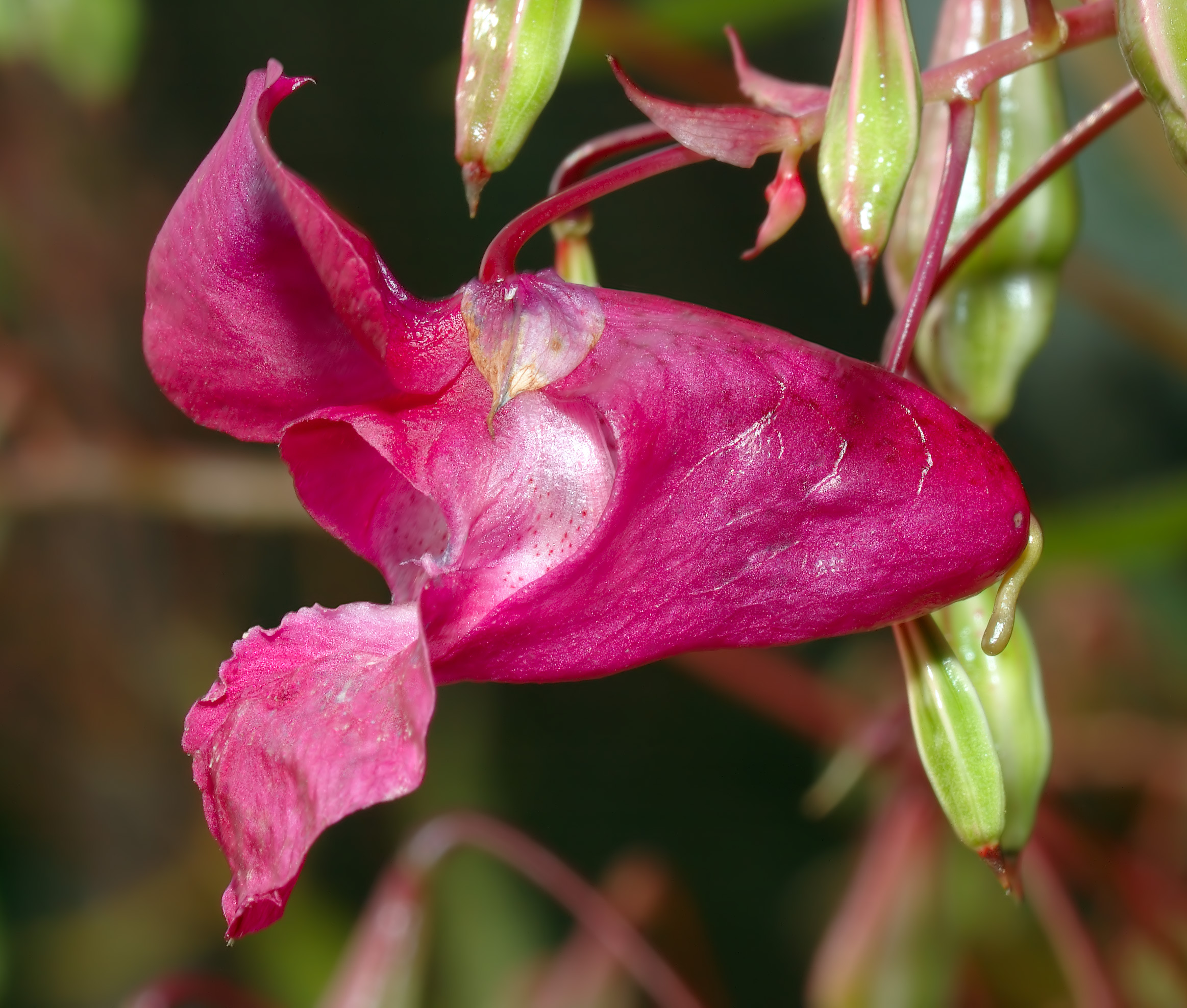
Nahaufnahme einer Blüte von der Seite mit rechts dem kleinen Sporn
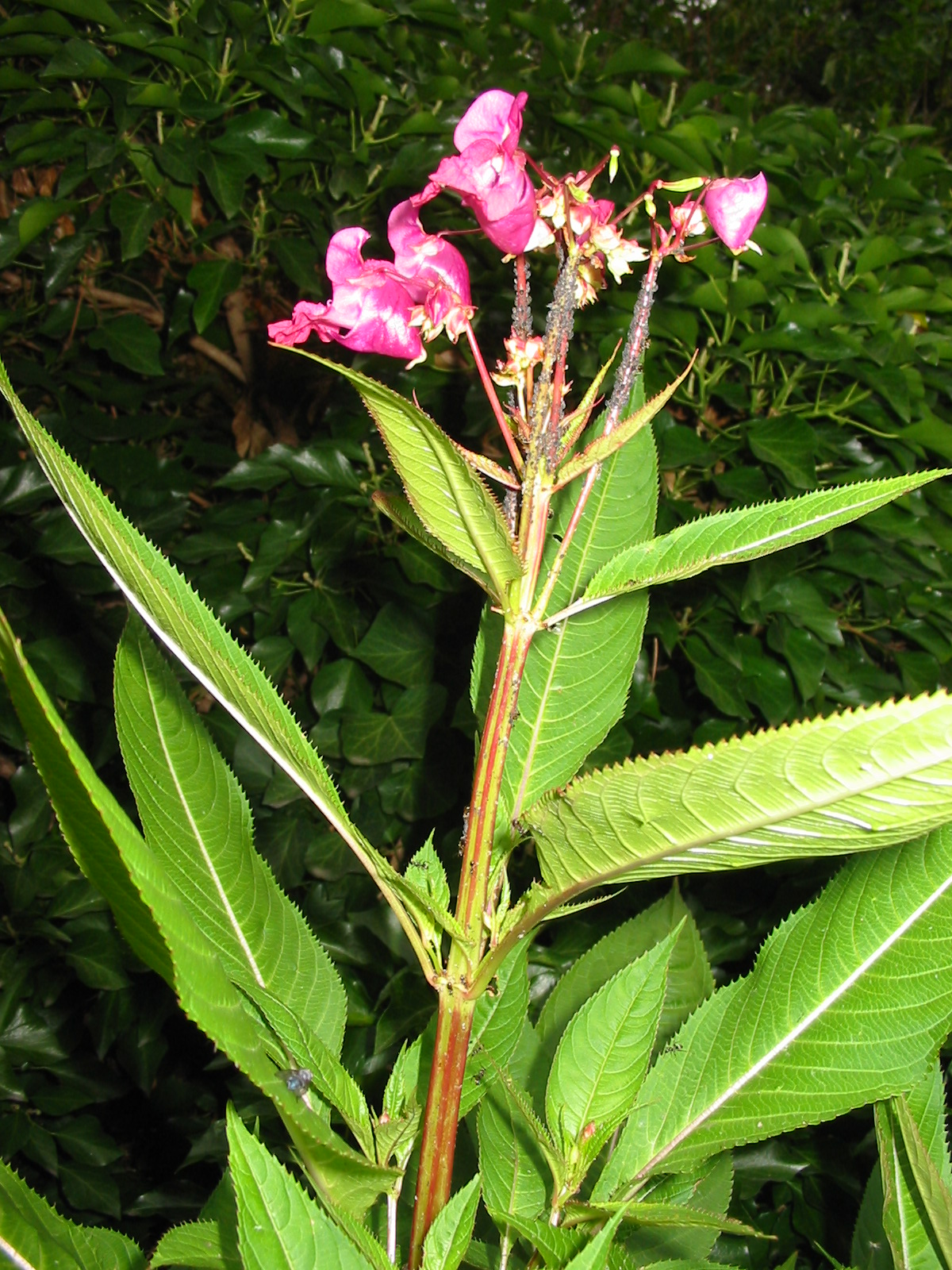
Habitus, dank Blattlausbefall mit unterdrückter Verzweigung der Blütenregion
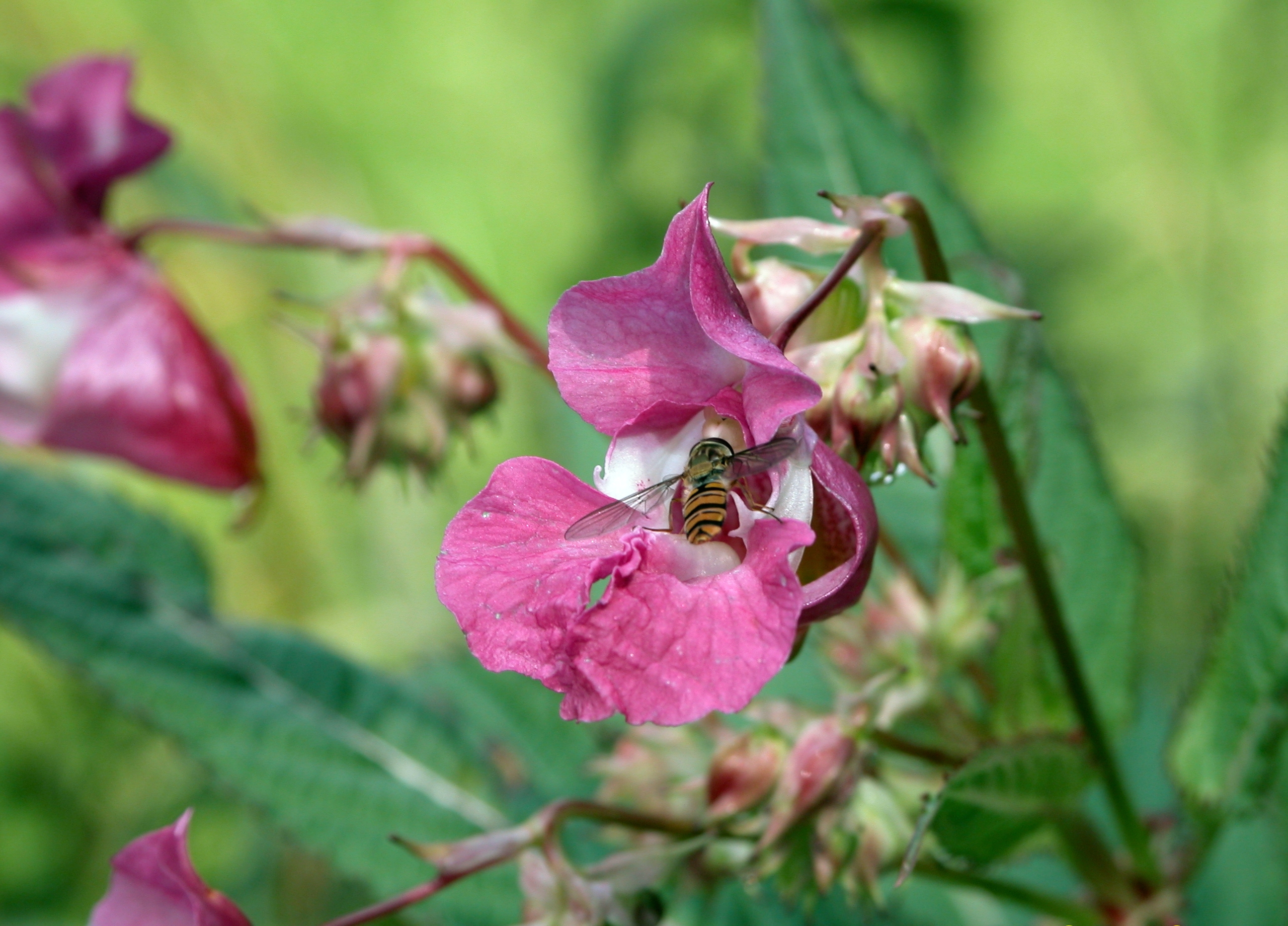
Schwebfliege beim Blütenbesuch
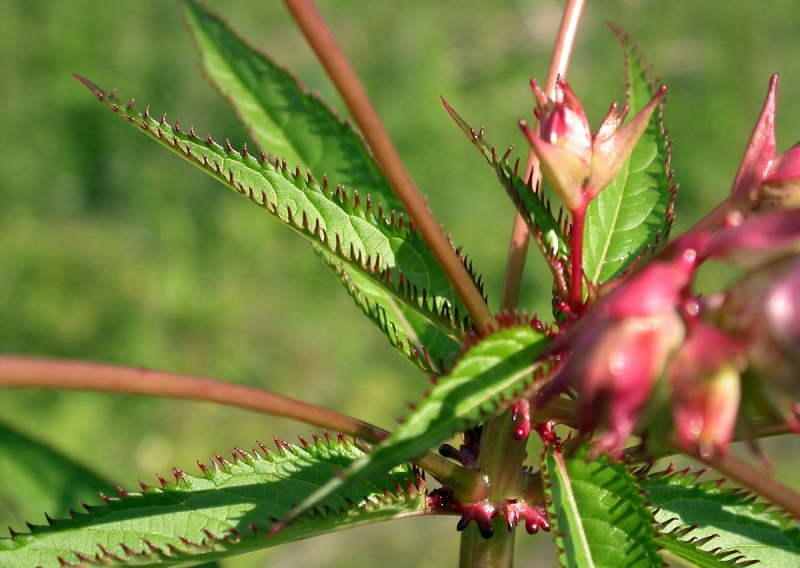
Drüsen
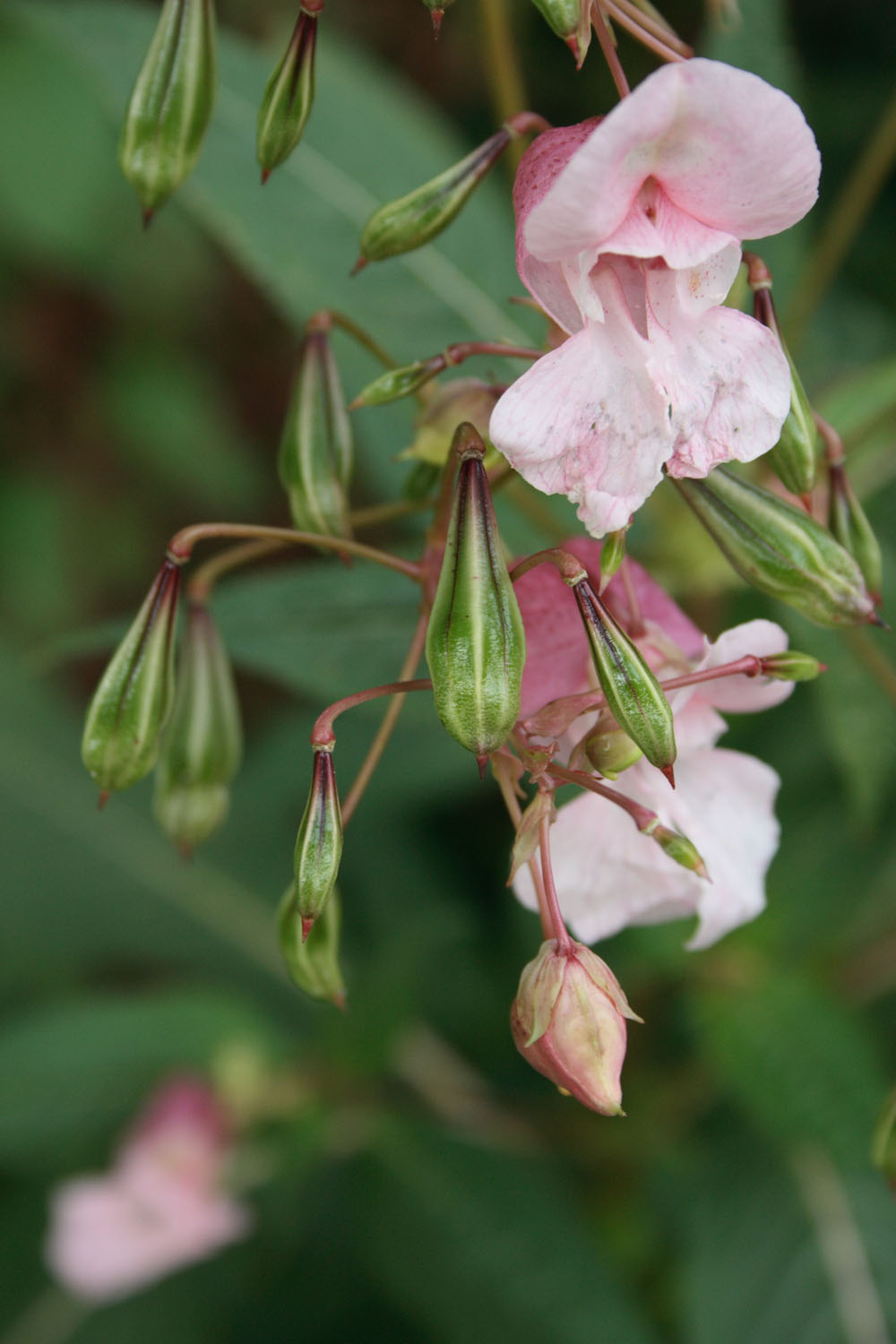
Blassmalvenfarbige Blüten und Kapselfrüchte
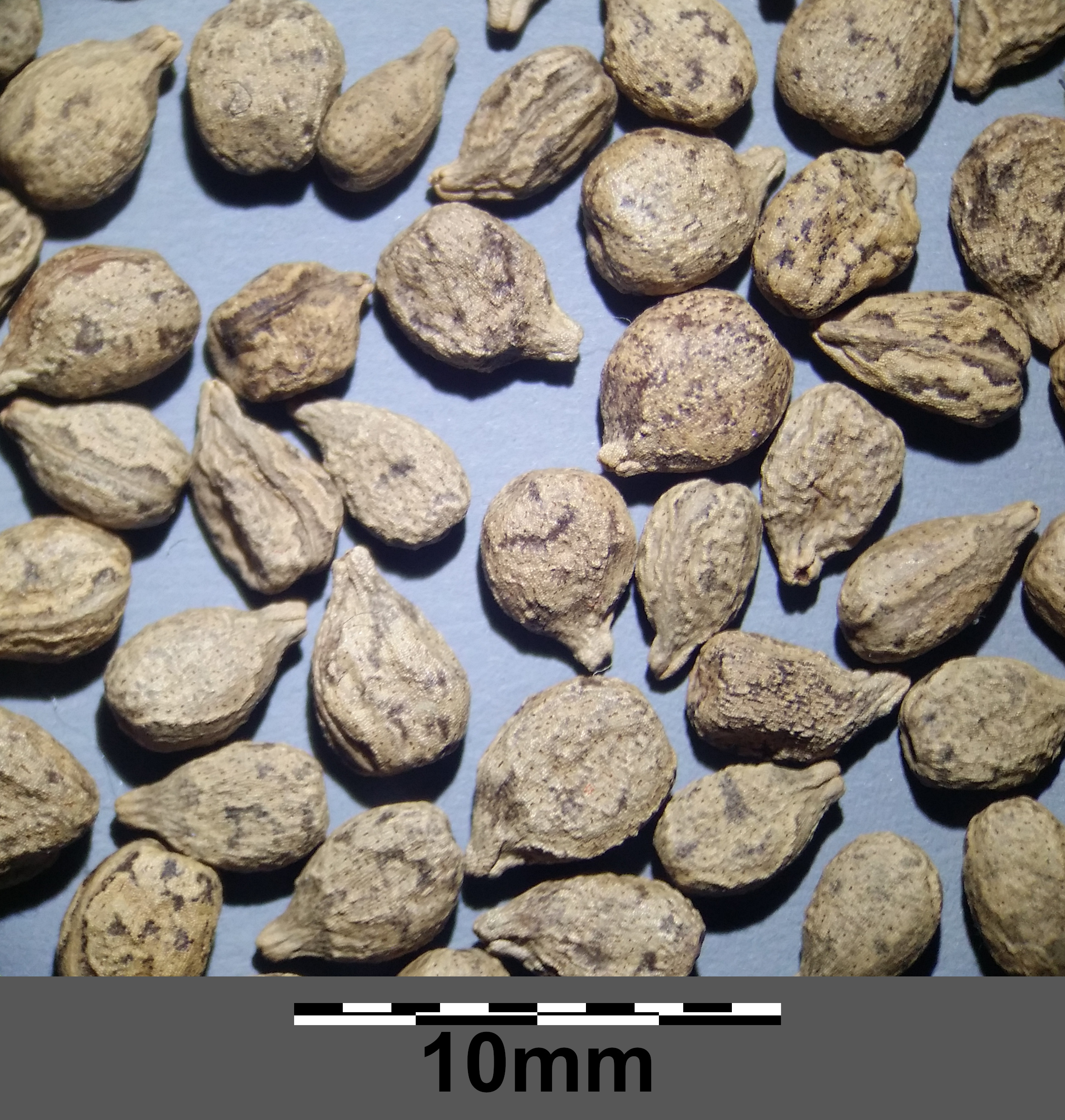
Samen